# Ordre de bataille confédéré de Bentonville
Les unités et commandants suivants de l'armée des États confédérés ont combattu lors de la bataille de Bentonville de la guerre de Sécession. L'ordre de bataille unioniste est indiqué séparément.

## Abréviations utilisées

### Grade militaire
- MG = Major général
- BG = Brigadier général
- Col = Colonel
- Ltc = Lieutenant-colonel
- Maj = Commandant
- Cpt = Capitaine
- Lt = Lieutenant

### Autre
- (b) = blessé
- mb = mortellement blessé
- † = tué
- (PDG) = capturé

## Armée du Sud
Gen Joseph E. Johnston, commandant

### Armée du Tennessee
LTG Alexander P. Stewart

#### Corps de Lee
MG D. H. Hill
| Division                                     | Brigade                                                                                  | Régiments et autre |
| -------------------------------------------- | ---------------------------------------------------------------------------------------- | --- |
| Division de Stevenson MG Carter L. Stevenson | Brigade de Palmer BG Joseph B. Palmer                                                    | - Tennessee Contingent - 3rd-18th Tennessee - 23rd-26th-45th Tennessee : Col Anderson Searcy - 32nd Tennessee : Ltc John P. McGuire - 58th North Carolina : Cpt George W.F. Harper - 60th North Carolina - 54th Virginia Infantry - 63rd Virginia Infantry |
| Division de Stevenson MG Carter L. Stevenson | Brigade de Pettus BG Edmund W. Pettus (b)                                                | - 20th Alabama - 23rd Alabama - 30th Alabama - 31st Alabama - 46th Alabama |
| Division de Stevenson MG Carter L. Stevenson | Brigade de Cumming (arrivée sur le champ de bataille le 20 mars) Col Robert J. Henderson | - 34th Georgia - 36th Georgia - 39th Georgia - 56th Georgia |
| Division de Clayton MG Henry D. Clayton      | Brigade de Stovall Col Henry C. Kellogg                                                  | - 40th Georgia - 41st Georgia - 42nd Georgia: Maj L.P. Thomas - 43rd Georgia - 52nd Georgia |
| Division de Clayton MG Henry D. Clayton      | Brigade de Jackson Ltc Osceola Kyle                                                      | - 1st-66th Georgia - 25th Georgia - 29th-30th Georgia - 1st Georgia Sharpshooters Battalion |
| Division de Clayton MG Henry D. Clayton      | Brigade de Baker BG Alpheus Baker                                                        | - 22nd Alabama - 37th-40th-42nd Alabama - 54th Alabama |
| Division de Hill Col John G. Coltart         | Brigade de Deas Col Harry T. Toulmin                                                     | - 19th Alabama - 22nd Alabama - 25th Alabama - 39th Alabama - 50th Alabama |
| Division de Hill Col John G. Coltart         | Brigade de Manigault Ltc John C. Carter                                                  | - 10th South Carolina - 19th South Carolina - 24th Alabama - 28th Alabama - 34th Alabama |

#### Corps de Stewart
MG William W. Loring (tombé malade le 20 mars)
MG Edward C. Walthall
| Division                                   | Brigade                                                                                    | Régiments et autres |
| ------------------------------------------ | ------------------------------------------------------------------------------------------ | --- |
| Division de Loring Col James Jackson       | Brigade de Lowry Ltc Robert J. Lawrence                                                    | - 6th Mississippi - 14th Mississippi - 15th Mississippi - 20th Mississippi - 23rd Mississippi - 43rd Mississippi                            |
| Division de Loring Col James Jackson       | Brigade de Scott Cpt John A. Dixon                                                         | - 27th-35th-49th Alabama - 55th Alabama - 57th Alabama - 12th Louisiana                                                                     |
| Division de Loring Col James Jackson       | Brigade de Featherston Maj Martin A. Oatis                                                 | - 1st Mississippi - 3rd Mississippi - 22nd Mississippi - 31st Mississippi - 33rd Mississippi - 40th Mississippi - 1st Mississippi Battalion |
| Division de Walthall MG Edward C. Walthall | Brigade de Reynolds BG Daniel H. Reynolds (b) Col Henry C. Bunn (b) Ltc Morton G. Galloway | - 1st-2nd Arkansas Mounted Rifles (dismounted): Ltc Morton G. Galloway - 4th Arkansas: Col Henry C. Bunn - 9th Arkansas - 25th Arkansas     |
| Division de Walthall MG Edward C. Walthall | Brigade de Quarles BG George Doherty Johnston                                              | - 1st Alabama - 25th Alabama - 42nd-46th-49th-53rd-55th Tennessee - 48th Tennessee                                                          |

#### Corps de Cheatham
MG William B. Bate
| Division                                                                             | Brigade                                                                               | Régiments et autres |
| ------------------------------------------------------------------------------------ | ------------------------------------------------------------------------------------- | --- |
| Division de Cleburne BG James Argyle Smith                                           | Brigade de Govan Col Peter V. Green                                                   | - 1st-2nd-5th-13th-15th-24th Arkansas - 6th-7th Arkansas - 8th-19th Arkansas |
| Division de Cleburne BG James Argyle Smith                                           | Brigade de Smith Cpt J. R. Bonner                                                     | - 1st Georgia (Volunteers) - 54th Georgia - 57th Georgia - 63rd Georgia |
| Division de Cleburne BG James Argyle Smith                                           | Brigade de Granbury (Arrivée sur le champ de bataille le 20 mars) Maj William A. Ryan | - 5th Confederate - 35th Tennessee - 6th-15th Texas - 7th Texas - 10th Texas - 17th-18th Texas Cavalry (Dismounted) - 24th-25th Texas Cavalry (Dismounted) - Nutt’s Louisiana Cavalry Company (Dismounted) |
| Division de Cleburne BG James Argyle Smith                                           | Brigade de Lowrey (Arrivée sur le champ de bataille le 21 mars) Ltc John F. Smith     | - 5th Regiment-3rd Battalion Mississippi - 8th-32nd Mississippi - 16th-33rd-45th Alabama |
| Division de Bate Col D. L. Kenan (b)                                                 | Brigade de Tyler Maj W. H. Wilkinson (†)                                              | - 37th Georgia - 4th Georgia Battalion Sharpshooters - 2nd-10th-20th Tennessee |
| Division de Bate Col D. L. Kenan (b)                                                 | Brigade de Finley Ltc Eli Washburn                                                    | - 1st-3rd Florida - 4th Florida Infantry-1st Florida Cavalry (dismounted) - 6th-7th Florida |
| Division de Brown (Arrivée sur le champ de bataille le 21 mars) BG Roswell S. Ripley | Brigade de Gist Col Hume R. Field                                                     | - 6th Georgia-8th Georgia Battalion - 46th Georgia - 65th Georgia - 2nd Georgia Sharpshooters Battalion - 16th South Carolina - 24th South Carolina                                                        |
| Division de Brown (Arrivée sur le champ de bataille le 21 mars) BG Roswell S. Ripley | Brigade de Maney Ltc Christopher C. McKinney                                          | - 4th Confederate-6th-9th-50th Tennessee - 1st-27th Tennessee - 8th-16th-28th Tennessee |
| Division de Brown (Arrivée sur le champ de bataille le 21 mars) BG Roswell S. Ripley | Brigade de Strahl Col James D. Tillman                                                | - 4th-5th-31st-33rd-38th Tennessee - 19th-24th-41st Tennessee |
| Division de Brown (Arrivée sur le champ de bataille le 21 mars) BG Roswell S. Ripley | Brigade de Vaughan Col William P. Bishop                                              | - 11th-29th Tennessee - 12th-47th Tennessee - 13th-51st-52nd-54th Tennessee |

### Département de Caroline du Nord
Gen Braxton Bragg
| Division                                                           | Brigade                                                       | Régiments et autres |
| ------------------------------------------------------------------ | ------------------------------------------------------------- | --- |
| Brigade de Hoke (de l'armée du virginie du Nord) MG Robert F. Hoke | Brigade de Clingman Col William S. Devane (b)                 | - 8th North Carolina - 31st North Carolina - 51st North Carolina - 61st North Carolina: Ltc Edward Beatty Mallett (†) |
| Brigade de Hoke (de l'armée du virginie du Nord) MG Robert F. Hoke | Brigade de Kirkland BG William W. Kirkland                    | - 17th North Carolina - 42nd North Carolina - 66th North Carolina |
| Brigade de Hoke (de l'armée du virginie du Nord) MG Robert F. Hoke | Brigade de Hagood BG Johnson Hagood                           | - 3rd Regiment, North Carolina Artillery (6 companies) - Contingent du Lt. Col. James H. Rion: - 11th South Carolina - 21st South Carolina - 25th South Carolina - 27th South Carolina - 7th South Carolina Battalion - Contingent du Lt. Col. John D. Taylor (b): - 2nd Regiment-1st Battalion North Carolina Artillery - Adams's Battery (Company D, 13th Battalion, North Carolina Light Artillery) - Contingent du Maj. William A. Holland: - 40th North Carolina |
| Brigade de Hoke (de l'armée du virginie du Nord) MG Robert F. Hoke | Brigade de Colquitt Col Charles T. Zachry                     | - 6th Georgia - 19th Georgia - 23rd Georgia - 27th Georgia - 28th Georgia |
| Brigade de Hoke (de l'armée du virginie du Nord) MG Robert F. Hoke | North Carolina Junior Reserves Brigade Col John H. Nethercutt | - 1st North Carolina Junior Reserves: Col Charles W. Broadfoot - 2nd North Carolina Junior Reserves - 3rd North Carolina Junior Reserves - 20th North Carolina Battalion, Junior Reserves |
| Brigade de Hoke (de l'armée du virginie du Nord) MG Robert F. Hoke | Artillerie Ltc Joseph B. Starr                                | - 1st North Carolina Artillery (1 company) - 13th Battalion North Carolina Light Artillery (3 companies) - Company B (Atkins' Battery): Cpt George Atkins - Company E: (Dickson's Battery) - 3rd Battalion North Carolina Light Artillery (3 companies) - Company A: Cpt Andrew J. Ellis - Company B: Cpt William Badham, Jr. - Company C: Lt Alfred Darden - Chesterfield (South Carolina) Artillery                                                                 |

### Département de Caroline du Sud, de Géorgie et de Floride
LTG William J. Hardee
- Chef d'état-major : Ltc T. Benton Roy
- Ingénieur : Ltc William D. Pickett

| Division                                        | Brigade                                        | Régiments et autres |
| ----------------------------------------------- | ---------------------------------------------- | --- |
| Division de Taliaferro BG William B. Taliaferro | Brigade de Elliott BG Stephen Elliott, Jr. (b) | - 22nd Georgia Heavy Artillery Battalion - 28th Georgia Artillery Battalion - 2nd South Carolina Heavy Artillery - 19th South Carolina Militia                                                      |
| Division de Taliaferro BG William B. Taliaferro | Brigade de Rhett Col William Butler            | - 1st South Carolina Regulars - 1st South Carolina Heavy Artillery - 15th South Carolina Battalion                                                                                                  |
| Division de McLaws MG Lafayette McLaws          | Brigade de Conner BG John D. Kennedy           | - 2nd South Carolina - 3rd South Carolina - 7th South Carolina - 8th South Carolina - 15th South Carolina - 20th South Carolina - 3rd South Carolina Battalion                                      |
| Division de McLaws MG Lafayette McLaws          | Brigade de Fiser Col John C. Fiser             | - 1st Georgia Regulars : Col Richard A. Wayne - 2nd Georgia Reserve - 27th Georgia Battalion-Cobb Guards                                                                                            |
| Division de McLaws MG Lafayette McLaws          | Brigade de Harrison Col George P. Harrison     | - 5th Georgia - 32nd Georgia - 47th Georgia |
| Division de McLaws MG Lafayette McLaws          | Brigade de Hardy Col Washington Hardy          | - 50th North Carolina : Col George W. Wortham - 77th North Carolina (7th Senior Reserves) - 10th North Carolina Battalion, Heavy Artillery                                                          |
| Division de McLaws MG Lafayette McLaws          | Brigade de Blanchard BG Albert G. Blanchard    | - 1st South Carolina Reserve Battalion - 2nd South Carolina Reserve Battalion - 6th South Carolina Reserve Battalion - 7th South Carolina Reserve Battalion - Kay's Company, South Carolina Reserve |
| Division de McLaws MG Lafayette McLaws          | Bataillon d'artillerie Maj A. Burnet Rhett     | - Batterie de LeGardeur - Batterie de H. M. Stuart (Beaufort Light Artillery) |

### Commandement de cavalerie
LTG Wade Hampton III
| Division                                                                                  | Brigades                                               | Régiments et batteries |
| ----------------------------------------------------------------------------------------- | ------------------------------------------------------ | --- |
| Division de Butler (de l'armée de Virginie du Nord) MG M. C. Butler (b) BG Evander M. Law | Brigade de Young Col Gilbert J. Wright                 | - 7th Georgia - 10th Georgia - 20th Georgia Battalion-Jeff Davis (Mississippi) Legion - Cobb's (Georgia) Legion - Phillips's (Georgia) Legion |
| Division de Butler (de l'armée de Virginie du Nord) MG M. C. Butler (b) BG Evander M. Law | Brigade de Butler BG Evander M. Law BG Thomas M. Logan | - 4th South Carolina - 5th South Carolina - 6th South Carolina                                                                                |
| Division de Butler (de l'armée de Virginie du Nord) MG M. C. Butler (b) BG Evander M. Law | Artillerie montée                                      | - Earle's South Carolina Battery : Cpt William E. Earle - Hart's (Halsey's) South Carolina Battery : Cpt Edwin L. Halsey                      |

#### Corps de cavalerie de Wheeler
MG Joseph Wheeler
(armée du Tennessee)
| Division                                 | Brigade                                           | Régiments et autres |
| ---------------------------------------- | ------------------------------------------------- | --- |
| Division de Humes Col Henry M. Ashby     | Brigade de T. Harrison Col Baxter Smith           | - 3rd Arkansas - 4th Tennessee - 8th Texas : Ltc Gustave Cook (b), Maj William R. Jarmon (b), Cpt John F. Matthews - 11th Texas |
| Division de Humes Col Henry M. Ashby     | Brigade d'Ashby Ltc James H. Lewis                | - 1st Tennessee - 2nd Tennessee - 5th Tennessee - 9th Tennessee                                                                 |
| Division d'Allen BG William W. Allen     | Brigade de Hagan Col David G. White               | - 1st Alabama - 3rd Alabama - 51st Alabama                                                                                      |
| Division d'Allen BG William W. Allen     | Brigade d'Anderson BG Robert H. Anderson          | - 3rd Confederate - 8th Confederate - 10th Confederate - 5th Georgia                                                            |
| Division de Dibrell BG George G. Dibrell | Brigade de Dibrell Col William S. McLemore        | - 4th Tennessee (Murrey's) - 13th Tennessee - Shaw's Tennessee Battalion (includes Allison’s Tennessee Squadron)                |
| Division de Dibrell BG George G. Dibrell | Brigade de Breckinridge Col W. C. P. Breckinridge | - 1st (3rd) Kentucky - 2nd Kentucky - 9th Kentucky                                                                              |